# 도나 더글러스
도나 더글러스(Donna Douglas, 1932년 7월 2일 ~ 2015년 1월 1일)는 미국의 배우, 가수, 작가이다. 드라마 《비벌리 힐빌리스》 (The Beverly Hillbillies)의 "엘리 메이 클램펫" 역으로 유명했다.